# Think I'm in Love with You
"Think I'm in Love with You" is een nummer van de Amerikaanse singer-songwriter Chris Stapleton. Het werd voor het eerst uitgebracht op 8 september 2023 als promotionele single van zijn vijfde studioalbum Higher (2023), voordat het op 12 februari 2024 werd uitgebracht als de tweede single van het album.

## Achtergrond
Het nummer bevat elementen van blues, elektrische gitaar, langzaam en "relaxed" groovend ritme en een baslijn die wordt beschreven als "strak" en "borrelend". Tekstueel bekent Chris Stapleton zijn liefde voor een vrouw en toewijding aan haar, waarbij hij de macht benadrukt die zij over hem heeft. De brug bevat een vioolsectie die "in de algemene richting van de soul uit de jaren 70 wijst", terwijl Stapleton de tekst uit het refrein herhaalt.

## Videoclip
De videoclip werd geregisseerd door Running Bear en ging in première op 29 augustus 2024, met acteur Andre Royo in de hoofdrol.

## Andere versies
Chris Stapleton en de Brits-Albanese zangeres Dua Lipa voerden een duet van het nummer uit tijdens de 59e Academy of Country Music Awards. Een opname van hun optreden werd op 20 mei 2024 uitgebracht op streamingdiensten.